# Strange Old Brew
Strange Old Brew — второй полноформатный альбом норвежской блэк-метал-группы Carpathian Forest, вышедший в 2000 году на CD и ограниченным тиражом на LP. В 2007 году переиздан лейблом Peaceville Records в диджипаке.
Десятая композиция взята из саундтрека к фильму Некромантик немецкого режиссёра Йорга Буттгерайта. Композитором оригинала является Дактари Лоренц.

## Список композиций
| №                   | Название                                                           | Длительность |
| ------------------- | ------------------------------------------------------------------ | ------------ |
| 1.                  | «Intro — Damnation Chant»                                          | 1:01         |
| 2.                  | «Bloodcleansing»                                                   | 2:43         |
| 3.                  | «Mask of the Slave»                                                | 4:12         |
| 4.                  | «Martyr / Sacrificulum»                                            | 3:26         |
| 5.                  | «Thanatology»                                                      | 4:40         |
| 6.                  | «The Suicide Song»                                                 | 3:39         |
| 7.                  | «House of the Whipcord»                                            | 3:58         |
| 8.                  | «Cloak of Midnight»                                                | 5:28         |
| 9.                  | «Return of the Freezing Winds»                                     | 3:07         |
| 10.                 | «Theme from Nekromantikk» (Музыкальная тема из фильма Некромантик) | 3:04         |
| 11.                 | «The Good Old Enema Treatment»                                     | 1:52         |
| 12.                 | «He’s Turning Blue» (Бонус-трек)                                   | 2:53         |
| Общая длительность: | Общая длительность:                                                | 40:03        |

## Участники записи
- R. Nattefrost —  вокал, гитары, клавишные
- J. Nordavind — гитара, клавишные, вокал
- Tchort — бас
- Anders Kobro — ударные

Приглашённые музыканты
- Nina Hex — женский вокал в «House of the Whipcord» и «Cloak of Midnight»
- E. Kulde — бэк-вокал в «Blood Cleansing» и «Return of the Freezing Winds»
- Arvid Thorsen — теноровый саксофон в «House of the Whipcord»